# Eriococcus larreae
Eriococcus larreae är en insektsart som beskrevs av Arthur W. Parrott och Cockerell 1899. Eriococcus larreae ingår i släktet Eriococcus och familjen filtsköldlöss. Inga underarter finns listade i Catalogue of Life.